# Khỉ đuôi sóc
Khỉ đuôi sóc hay còn gọi là Khỉ Marmoset là các loài khỉ nhỏ thuộc về giống loài thuộc bộ linh trưởng và nằm trong 22 loài khỉ Tân Thế giới, sinh sống hầu hết ở khu vực Nam Mỹ. Loài khỉ Marmosets lùn được tìm thấy trong rừng nhiệt đới của Brazil, Ecuador, Peru và Columbia. Hầu hết các loại khỉ này đều có nguy cơ tuyệt chủng cho đến khi có phong trào nuôi loài khỉ này như thú cưng (thú nuôi độc lạ) thì chúng mới thoát nạn, mặc dù vậy, đây là động vật hoang dã nên không thể thuần hóa.

## Đặc điểm
Marmosets là loài ăn tạp như trái cây, lá, ăn côn trùng và loài bò sát nhỏ hay nhấm nháp cả nhựa cây, sống chủ yếu trên những tán cây. Có 11 loại khỉ Marmosets pygmy khác nhau được ghi nhận nhưng tất cả chỉ dài từ 5-6 inch, chưa bao gồm đuôi, có móng vuốt thay vì móng tay, có lông xúc giác trên cổ tay và thiếu răng khôn, nặng 130 gam. Điều đó cho thấy chúng nguyên thủy hơn so với một số loài khỉ khác. Chúng có chiếc răng cửa đặc biệt có thể gặm xuyên qua lớp vỏ cây một cách dễ dàng để tìm nhựa cây, nguồn thực phẩm mà chúng rất ưa thích.
Trong môi trường tự nhiên Marmosets pygmy di chuyển rất nhanh nhẹn, vì thế rất khó để có thể bắt gặp được loại khỉ này. Trong môi trường nuôi nhốt, Khỉ Marmoset có dáng vẻ nhỏ và khá xinh xắn, đáng yêu nên người nuôi rất thích nâng niu, vuốt ve chúng trên tay, cho khỉ con bú bình... Thức ăn chủ yếu của khỉ Marmoset là côn trùng, lá cây, trái cây chín. Trong khi nuôi nấng thì người ta không thể lường trước được lúc chúng tấn công chủ, đặc biệt trong thời kỳ giao phối chúng sẽ trở nên dữ tợn, nguy hiểm ngay với cả chủ nhân của chúng.
Khỉ đuôi sóc đực không chỉ bế con mà còn cho ăn và bắt rận cho chúng. Ngoài ra, khi những con cái sinh nở, khỉ đuôi sóc đực còn làm vệ sinh cho con bằng cách liếm sạch cơ thể chúng. Sự tận tụy của khỉ đực bắt nguồn từ việc khỉ cái phải hy sinh rất nhiều trong quá trình mang thai và sinh con. Bào thai của khỉ sóc thường chiếm tới 25% khối lượng của con mẹ. Người nuôi thường tách khỉ bé ra khỏi mẹ sau khi chúng được 3 đến 5 ngày tuổi, vì thế chúng cần được giữ ấm bằng đèn và rất cần bú sữa thường xuyên để tăng sức đề kháng cho cơ thể. Khi mới sinh, khỉ con đã mở mắt, lông nhiều, miệng đã có đầy răng, và rất khỏe mạnh, tứ chi và đuôi đã đủ cứng cáp để chúng bám vào cơ thể bố mẹ.

## Khả năng giao tiếp
Loài khỉ được cho có những cử chỉ, hành động giống với loài người nhất trong giới động vật, chúng có một đặc tính giao tiếp vô cùng độc đáo. Chúng biết phân chia lượt nói để tránh chen ngang, cướp lời. Đặc tính này đậm chất giao tiếp của con người, luôn thân thiện, hoạt ngôn. Việc trò chuyện theo lượt đã giúp cho loài khỉ này có thể lĩnh hội được các thông tin một cách đầy đủ nhất, đặc biệt là trong những khu rừng kém yên tĩnh. Điều này không chỉ diễn ra giữa những con vốn thân quen với nhau mà còn giữa chú khỉ xa lạ. khỉ Marmoset đã liên lạc với nhau bằng cách gọi "phee" - tên gọi riêng cho cách giao tiếp của Marmoset, ám chỉ một kiểu huýt sáo thật lớn và được sử dụng ở khoảng cách xa. Đặc điểm này hoàn toàn khác biệt với nhiều loài động vật như chim, cóc, dế vốn chỉ giao tiếp trong mùa sinh sản hoặc để bảo vệ lãnh thổ.

## Thú cưng
Được xem là loài khỉ tí hon trên thế giới, Marmosets pygmy đang được chọn làm loại thú cưng đối với con người cũng bởi khả năng dễ thuần hóa của chúng. Ở Trung Quốc, rộ lên thú chơi khỉ siêu nhỏ Marmosets pygmy đang trở thành mốt trong giới trẻ, với tên gọi tiểu Tôn Ngộ Không, Dù giá thành của những chú khỉ này không hề rẻ nhưng vẫn có không ít người sẵn sàng bỏ ra một khoản tiền để được sở hữu. Phong trào này cũng xuất hiện ở một số giới ở Việt Nam.
Nhu cầu nuôi khỉ Marmosets pygmy đang lên cao mà những chú khỉ trong tự nhiên đã bị bắt khá nhiều, thậm chí có những trang trại đã cố gắng nhân giống khỉ này để phục vụ cho việc thương mại hóa. Thế nhưng tỷ lệ thành công trong việc nhân giống Marmosets pygmy vẫn chưa cao vì thế loài khỉ này vẫn đang phải đối mặt với nguy bị mất tự do khi bị bắt và trở thành vật nuôi.

## Một số loài

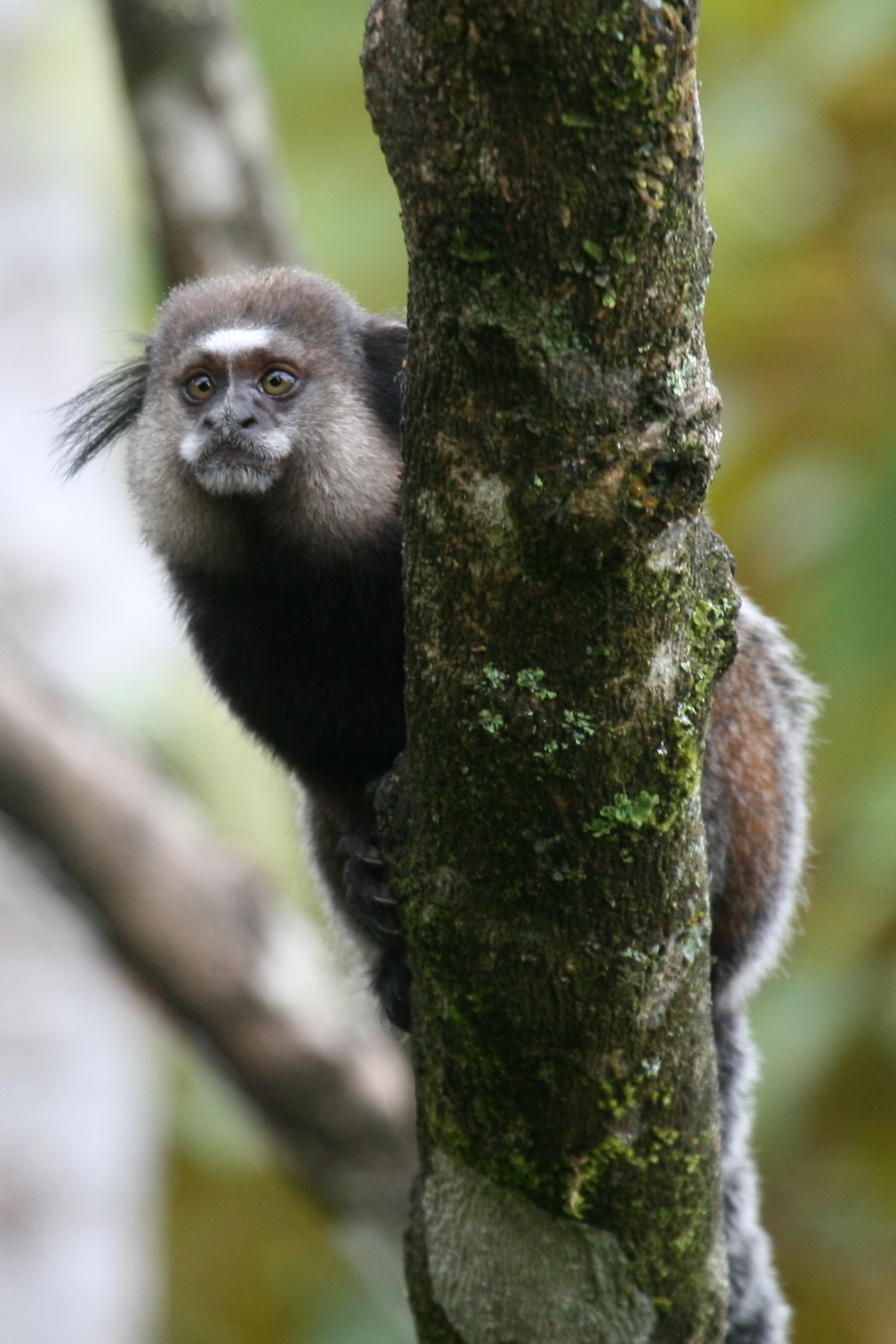
Callithrix kuhlii

- Chi Callithrix—Marmoset Đại Tây Dương
  - Khỉ marmoset thông thường, Callithrix jacchus
  - Callithrix penicillata
  - Callithrix kuhlii
  - Khỉ marmoset đầu trắng, Callithrix geoffroyi
  - Khỉ marmoset đầu bướm, Callithrix flaviceps
  - Callithrix aurita
- Chi Mico— Khỉ marmoset Amazon
  - Mico acariensis
  - Mico manicorensis
  - Mico argentata
  - Khỉ marmoset trắng, Mico leucippe
  - Khỉ marmoset Emilia, Mico emiliae
  - Khỉ marmoset đầu đen, Mico nigriceps
  - Mico marcai
  - Khỉ marmoset đôi đen, Mico melanura
  - Mico humeralifera
  - Mico mauesi
  - Mico chrysoleuca
  - Mico intermedia
  - Mico saterei
  - Mico rondoni
- Chi Callibella— khỉ marmoset lùn Roosmalen
  - Callibella humilis
- Chi Cebuella—Pygmy Marmoset
  - Khỉ đuôi sóc lùn Cebuella pygmaea